# 第2軍団 (ドイツ連邦陸軍)
第2軍団（ドイツ語：II. Korps）は、ドイツ連邦陸軍の軍団のひとつ。1956年に設立され1993年に再編成し、第2ドイツ＝アメリカ軍団となる。第2ドイツ＝アメリカ軍団は北大西洋条約機構の多国籍部隊の一角を成した。2005年に解散され介入戦力作戦指揮司令部に引き継がれる。軍団司令部はバーデン＝ヴュルテンベルク州ウルムに所在していた。冷戦時代は南部ドイツの防衛を担当していた。

## 歴史

### 第1次編制（1956年 - 1959年）
1956年6月に連邦国防大臣設置司令第16号により、ウルムにて前身組織である陸軍第2幕僚部が1956年7月2日に設置され、当初は南ウルムに司令部施設が置かれた。
以下は当初の隷下部隊。
- 第2装甲擲弾兵師団（1956年7月1日にカッセルにて）
- 第4装甲擲弾兵師団（1956年7月1日にミュンヘン、1956年12月15日にレーゲンスブルクへ移駐）
- 第5装甲師団（1956年8月1日にグラーフェンヴェーア、1957年2月と3月にそれぞれヴェッツラーおよびコブレンツに移駐）
- 第1山岳師団（1956年11月14日にミッテンヴァルト ）
- 第1空挺師団（1957年1月2日にエスリンゲン・アム・ネッカー）

1957年には第2装甲擲弾兵師団と第5装甲師団が第3軍団に配転される。平時における部隊組織は陸軍指揮幕僚監部の隷属下にあったが、防衛事態での指揮権は北大西洋条約機構中部軍集団（CENTAG）の下におかれる事になっていた。

### 第2次編制（1959年 - 1970年）
陸軍第2次編制においては第2軍団は以下のとおりであった。
- 第4装甲擲弾兵師団　在レーゲンスブルク
  - 第10装甲擲弾兵旅団　在ヴァイデン
  - 第11装甲擲弾兵旅団　在ボーゲン
  - 第12装甲旅団　在アンベルク
- 第1山岳師団　在ガルミッシュ＝パルテンキルヒェン
  - 第22山岳猟兵旅団　在ミッテンヴァルト
  - 第23山岳猟兵旅団　在バート・ライヘンハル
  - 第24装甲旅団　在ミッテンヴァルト
- 第1空挺師団　在エスリンゲン
  - 第25降下猟兵旅団　在ジクマリンゲン
  - 第26降下猟兵旅団　在エスリンゲン
- 第10装甲擲弾兵師団（1959年10月1日にジグマリンゲンにて設立）
  - 第30装甲旅団　在エルヴァンゲン
- 第12装甲擲弾兵師団（1961年1月1日にタウバービショフスハイムにて設立）
- 軍団直轄の陸軍航空大隊

1960年における第2軍団の兵力は約41,000人規模まで増強された。

### 第3次編制（1970年 - 1979年）
戦略環境の変化に伴い、新たに機動力の向上および対戦車防御部隊を構築する。1970年10月1日に第4装甲擲弾兵師団は第4猟兵師団に改称される。軍団直轄部隊には第200戦車連隊が1970年4月1日に設立され、空挺旅団が指揮下におかれた。陸軍航空大隊は新たに中型および小型の陸軍航空輸送連隊に改編された。1970年1月1日に第12装甲擲弾兵師団は第3軍団に配転され、第10装甲擲弾兵師団から第10装甲師団に改称された。第3次編制期の第2軍団は以下のとおりであった。
- 第4猟兵師団　在レーゲンスブルク
  - 第10猟兵旅団　在ヴァイデン
  - 第11猟兵旅団　在ボーゲン
  - 第12装甲旅団　在アンベルク
- 第1山岳師団　在ガルミッシュ＝パルテンキルヒェン
  - 第22山岳猟兵旅団　在ミッテンヴァルト
  - 第23山岳猟兵旅団　在バート・ライヘンハル
  - 第24装甲擲弾兵旅団　在ランツフート
- 第1空挺師団　在エスリンゲン
  - 第25降下猟兵旅団　在カルフ
  - 第26降下猟兵旅団　在ザールルイ
  - 第27降下猟兵旅団　在リップシュタット
- 第10装甲師団　在ジクマリンゲン
  - 第28装甲擲弾兵旅団　在ドナウヴェルト
  - 第29装甲旅団　在ジクマリンゲン
  - 第30装甲旅団　在エルヴァンゲン

1970年1月1日にアメリカ合衆国陸軍第7軍団と指揮系統が接続される。1974年7月1日にはカナダ陸軍第1師団第4機械化旅団グループが第2軍団の指揮系統に接続される。1976年7月1日、次期事業である陸軍第4次編制の諸要素が第2軍団で試験される事になる。

### 第4次編制（1979年 - 1992年）
1981年4月1日に第4猟兵師団は第4装甲擲弾兵師団に再編成される。第4次編制期の第2軍団は以下のとおりであった。
- 第4装甲擲弾兵師団　在レーゲンスブルク
  - 第10装甲擲弾兵旅団　在ヴァイデン
  - 第11装甲擲弾兵旅団　在ボーゲン
  - 第12装甲旅団　在アンベルク
- 第1山岳師団　在ガルミッシュ＝パルテンキルヒェン
  - 第22装甲擲弾兵旅団　在ムーラウ・アム・シュタッフェルゼー
  - 第23山岳猟兵旅団　在バート・ライヘンハル
  - 第24装甲擲弾兵旅団　在ランツフート
- 第1空挺師団　在エスリンゲン
  - 第25降下猟兵旅団　在カルフ
  - 第26降下猟兵旅団　在ザールルイ
  - 第27降下猟兵旅団　在リップシュタット
- 第10装甲師団　在ジクマリンゲン
  - 第28装甲擲弾兵旅団　在ドナウヴェルト
  - 第29装甲旅団　在ジクマリンゲン
  - 第30装甲旅団　在エルヴァンゲン

以下は第4次編制下での軍団直轄部隊。
- 第2砲兵団
  - 第250地対地ミサイル砲兵大隊　在グローセンクシュティンゲン
  - 第220補給大隊（特別武器）　在ギュンツブルク
  - 警備大隊
  - 無人機中隊
- 第2防空団
  - 装甲地対空ミサイル連隊
  - 防空大隊 × 2個
- 第2陸軍航空団
  - 第20陸軍航空軽輸送連隊
  - 第25陸軍航空中型輸送連隊
  - 第26陸軍航空対戦車連隊
  - 第201陸軍航空連絡大隊
  - 第4陸軍航空大隊
  - 第10陸軍航空大隊
  - 第12陸軍航空大隊
- 第2工兵団
  - 工兵大隊 × 4個
  - 水陸両用工兵大隊
  - 架橋大隊 × 2個
- 第2通信団
  - 通信運用連絡大隊
  - 通信連絡大隊
  - 電子戦大隊
- 第2補給団
  - 補給大隊
  - 輸送大隊
  - 多用途輸送大隊
- 第2整備団
  - 電子機器整備大隊
  - 整備大隊 × 2個
  - 戦闘爆発物処理隊
- 第2衛生団
  - 衛生大隊 × 2個
  - 患者搬送大隊
- 第210特殊武器防護大隊
- 第290野戦憲兵大隊
- 第2軍団軍楽隊

さらに第1空軍師団が指揮系統に接続される。ほかの軍団直轄部隊には複数の野戦予備大隊のほか、前線通信中隊や1個長距離偵察中隊および1個地理隊があった。ここに至り軍団は過去最大規模に達し、冷戦終結直前には約88,000人を擁していた。東西統一に伴い1990年10月1日から連邦軍東部方面の国家人民軍との統合および再構築のため、第4装甲擲弾兵師団は第7防衛管区司令部の主要師団となる。

### 第5次編制（1992年 - 2000年）
陸軍第5次編制の完成のため野戦軍と郷土防衛軍の司令部組織は防衛管区司令部 / 師団として合併され、防衛管区司令部と野戦軍師団が隷下におさまる。第5次編制期の第2軍団は以下のとおりであった。
- 第4防衛管区司令部 / 第5装甲師団　在マインツ
  - 第5装甲擲弾兵旅団　在ホムベルク
  - 第14装甲旅団　在ノイシュタット
  - 第34装甲旅団　在コブレンツ
  - 第42防衛地区司令部　在トリーア
  - 第43防衛地区司令部　在ダルムシュタット
  - 第44防衛地区司令部　在カッセル
  - 第45防衛地区司令部　在ノイシュタット
  - 第46防衛地区司令部　在ザールブリュッケン
- 第5防衛管区 / 第10装甲師団　在ジクマリンゲン
  - 第12装甲旅団　在アンベルク
  - 第30装甲師団　在エルヴァンゲン
  - ドイツ・フランス合同旅団　在ミュルハイム（ドイツ語版）
  - 第51防衛地区司令部　在ルートウィヒスブルク
  - 第52防衛地区司令部　在カールスルーエ
  - 第53防衛地区司令部　在フライブルク
  - 第54防衛地区司令部　在テュービンゲン
- 第6防衛管区 / 第1山岳師団　在ミュンヘン
  - 第23山岳猟兵旅団　在バート・ライヘンハル
  - 第36装甲擲弾兵旅団　在バート・ライヘンハル
  - 第61防衛地区司令部　在アウクスブルク
  - 第62防衛地区司令部　在レーゲンスブルク
  - 第63防衛地区司令部　在アンスバッハ
  - 第65防衛地区司令部　在ミュンヘン
  - 第66防衛地区司令部　在ランツフート
  - 第67防衛地区司令部　在バイロイト

早くも1992年に陸軍第5次編制の修正が加えられ、司令部の合併が行われる。軍団は郷土防衛軍の任務を引継ぎ、将来には多国籍部隊の担い手として構築される。これらと同時に軍縮も始まり、第2軍団向けの陸軍航空旅団の編成は中止され、代わりに対戦車ヘリコプター連隊を保有した。さらに、1993年3月31日までに第11装甲擲弾兵旅団と第22装甲擲弾兵旅団が解散された。同年9月30日には第2軍団では第10装甲擲弾兵旅団、第56郷土防衛旅団、第28装甲旅団および第29装甲旅団が引き続いて解散される。
1993年4月に第2軍団は正式に解散され、新たに第2ドイツ＝アメリカ軍団に引き継がれる。

### 第2ドイツ＝アメリカ軍団
1993年4月から2005年10月までNATOの枠組みの下で第2ドイツ＝アメリカ軍団（第2独米軍団）として存在した。平時の軍団の指揮は「指導国原則（Lead Nation-Prinzip）」に従いドイツ側が担当する。このため常時ドイツ側の指揮系統に接続され、アメリカ側の割当分はこれに合わせるため制限されていた。第1機甲師団は第2独米軍団を経由して指揮される。2005年10月から軍団の部隊は介入戦力作戦指揮司令部の下で運用する事になる。すでに2001年以降、ドイツ軍師団は新設された陸軍指揮司令部の直接配置下にあった。

### 実働任務
第2独米軍団の部隊は1989年初めからドイツ国外での任務に投入された。
- 1990年10月から1991年2月まで、湾岸戦争での多国籍軍後方任務に就く。
- 1992年8月から1994年2月まで、ソマリアでの第一次国際連合ソマリア活動に約2000人が派遣される。
- 1995年から1996年まで、ユーゴスラビアでの国際連合保護軍に参加。第2軍団からは第1次派遣隊は150人が参加、1995年12月からの第2次派遣隊にも参加する。1996年1月以降は和平履行部隊ドイツ派遣団となる。

## 歴代軍団長
| 代 | 氏名                                                              | 着任           | 離任          |
| -- | ----------------------------------------------------------------- | -------------- | ------------- |
| 1  | フリードリヒ・フェルチュ陸軍少将 Friedrich Foertsch               | 1956年11月27日 | 1957年3月31日 |
| 2  | マックス＝ヨーゼフ・ペムゼル陸軍中将 Max-Josef Pemsel             | 1957年4月1日   | 1961年9月30日 |
| 3  | レオ・ヘップ陸軍中将 de:Leo Hepp                                  | 1961年10月1日  | 1967年9月30日 |
| 4  | カール・ヴィルヘルム・ティオ陸軍中将 de:Karl Wilhelm Thilo        | 1967年10月1日  | 1970年9月30日 |
| 5  | ヘルムート・シェーネフェルト陸軍中将 Helmut Schönefeld            | 1970年10月1日  | 1976年3月31日 |
| 6  | カール＝ゲロ・フォン・イルゼンマン陸軍中将 Carl-Gero von Ilsemann | 1976年4月1日   | 1980年9月30日 |
| 7  | マインハルト・グランツ陸軍中将 de:Meinhard Glanz                  | 1980年10月1日  | 1981年9月30日 |
| 8  | レオポルド・シャルパ陸軍中将 de:Leopold Chalupa                   | 1981年10月1日  | 1983年9月30日 |
| 9  | ヴェルナー・ランゲ陸軍中将 Werner Lange                           | 1983年10月1日  | 1989年3月31日 |
| 10 | ゲルト・ヴェルスト陸軍中将 Gert Verstl                            | 1989年4月1日   | 1993年3月31日 |
| 11 | エドガー・トロスト陸軍中将 Edgar Trost                            | 1993年4月1日   | 1996年        |
| 12 | ゲッツ・グリーメロート陸軍中将 Götz Gliemeroth                    | 1996年         | 2000年        |
| 13 | カール＝ハインツ・ラター陸軍中将 de:Karl-Heinz Lather             | 2001年3月10日  | 2004年3月31日 |
| 14 | ヤン・オーリンク陸軍中将 de:Jan Oerding                           | 2004年4月1日   | 2005年10月7日 |